# 975 هـ
975 هـ هي سنة في التقويم الهجري امتدت مقابلةً في التقويم الميلادي بين سنتي 1567 و1568.

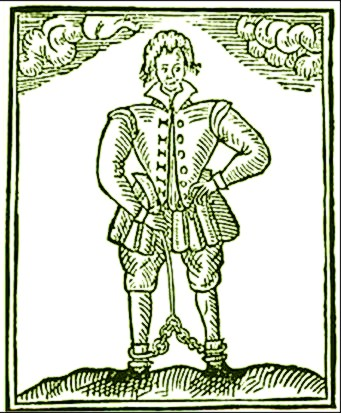
توماس ناش

## مواليد
- أبو المواهب الشناوي
- توماس ناش

## وفيات
- أبي منصور محمد بن مكرم بن شعبان الكرماني
- الخزرجي النمازي
- المتقي الهندي
- علي بن صدقة الحلبي